# Glimrasbora
Glimrasbora (Trigonostigma hengeli) är en fiskart som först beskrevs av Meinken, 1956.  Glimrasbora ingår i släktet Trigonostigma och familjen karpfiskar. Inga underarter finns listade i Catalogue of Life.